# حديقة رينيه معوض

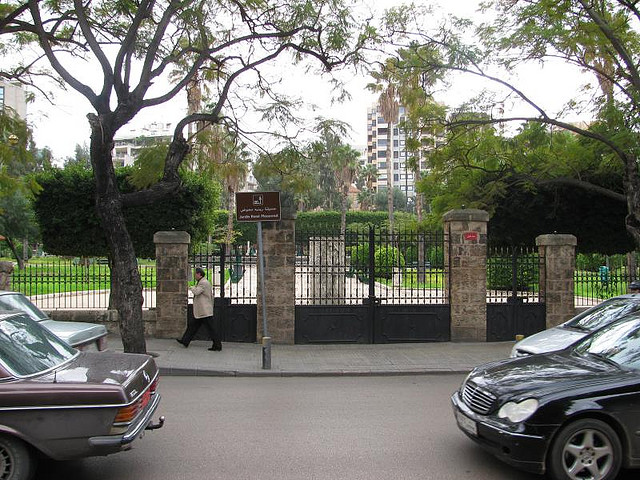
الباب الرئيسي لحديقة رينيه معوض

منتزه رينيه معوض هو عبارة عن حديقة توجد في منطقة الصنائع التي لطالما كانت واحدة من المتنفسات القليلة لأبناء العاصمة، أعادت تهيئتها شركة «أزاديا» بشكل جيد سنة 2014. ونفخت فيها لمسات من الجمال، كاسيةً إياها ثوباً جديداً، فعادت مقصداً للراغبين بفسحة هدوء وسط ضجيج العاصمة وازدحام حركة النقل، حيث يحتاج سكان العاصمة لهدوء المنتزهات والمساحات الخضراء بات الناس بحاجة ماسة لها يوما بعد يوم في المدن العملاقة.

## التسمية
تم إطلاق اسم الرئيس اللبناني الشهيد رينيه معوض على الحديقة،
 تكريما لشخصيته الوطنية.
كان الرئيس معوض بحكم علاقاته الشخصية وبفعل قدرته على التفاوض والحوار، موضع ثقة مختلف الفاعليات وخصوصاً القيمين في لبنان، نظراً إلى وضوح خطه الوطني وتشبثه بالثوابت والمسلمات الوطنية التي جسدها فعل إيمان في كل عمل ديبلوماسي داخل الوطن أو خارجه. كان رمزاً للاعتدال متفهماً لعمق وأبعاد وأصول اللعبة السياسية في منطقة الشرق الأوسط عموماً وفي لبنان خصوصاً، ولذلك قد كلف بمهمات سياسية دقيقة نظراً إلى الثقة التي كان يحظى بها في مختلف العهود. واعتبر شخصية وطنية لبنانية عربية وشرق أوسطية بناءة ومتمسكة بالمبادئ والقيم الوطنية.
واسم الحديقة هو تكريم لروح رئيس الجمهورية اللبنانية الذي شغل هذا المنصب من 5 نوفمبر 1989 إلى 22 نوفمبر 1989، عندما انتخب سنة 1989 رئيساً للجمهورية بطريقة ديمقراطية شفافة، وكان بذلك هو أول رئيس للبنان بعد اتفاق الطائف، لكنه اغتيل للأسف الشديد بعد أيام قليلة في انفجار إرهابي استهدف موكبه. كما انتخب قبل ذلك عدة مرات في المجلس النيابي. يعتبر شخصية وطنية لبنانية موقوقة وءات مصداقية لدى مختلف أطياف الشعب اللبناني.

## أقسام الحديقة
مساحة حديقة رينيه معوض تزيد عن نصف هكتار و500 متر بالتدقيق 5566 متر مربع، وهي ليست مجرد مساحة خضراء واسعة، إذ أنه ثمة كذلك بعض الأماكن المُلحقة بالحديقة وخاصة تلك التي تراعي احتياجات الأطفال والعائلة في المقام الأول، فثمة أماكن مخصصة للألعاب ومتحف ومتجر ملحقان بالحديقة، علاوة على منطقة مخصصة للطعام التي تحتوي على مجموعة مميزة للغاية من المطاعم والمقاهي ذات الجودة العالية، والتي بالتأكيد سيحتاج إليها الزائر في نهاية جولته داخل الحديقة بعد أن يزور كل زاوية في الحديقة التي تتميز إلى حدود معطيات 2019 بنظافة عالية وتنظيم وصيانة متقدمة.
وتتكون مرافق الحديقة من مساحة خضراء ووسائل راحة متعددة منها باحات لعب للأطفال، ممرات للدراجات الهوائية، مسرح وساحة مناسبة لإقامة المعارض والحفلات والخطابات وللقراءة، تتمتع كلها بمعايير عالمية.
وقد انشيء تمثال الرئيس رينيه معوض في الحديقة.
- - العناصر الترفيهية:
- ممرات للمشي والتنزه والتأمل.
- أماكن ممارسة الرياضة والعدو.
- أماكن ومقاعد جلوس واسترخاء تحت الظلال.
- مطاعم وقهاوي.
- مناطق ألعاب وترفيه للصغار.

## التوقيت
تفتح يوميا طيلة أيام الأسبوع:
من06:00 صباحا إلى 06:00 مساء.

## الترميم والصيانة والتأهيل
أعيد ترميم وتأهيل الحديقة بعد سنتين من الأشغال بكلفة مبلغ 2.5 مليون دولار، بتمويل من مؤسسة آزديا AZADEA Group.
وتعتبر هذه الحديقة مساحة خضراء كواحة في الصحراء نظرا لحاجة المدينة المتزايدة للتشجير والمساحات الخضراء أمام توسع المدينة، كي يستطيع السكان الحصول على أوقات خضراء، كاستراحة من ضجيج وزحمة المدينة ومشاكل التلوث.
باتت تسجل خصوصا بعد ترميمها وتأهيلها، كبنية تحتية من نوع الترفيه والمساحات الخضراء، في قائمة أكبر المنتزهات في بيروت، كحديقه نموذجية تتضمن الحدود المطلوبة من وسائل راحة متعددة منها باحات لعب للأطفال ، وممرات للدراجات الهوائية، ومسرح ومساحات مناسبة لاقامة المعارض وأماكن للتأمل والقراءة، تتمتع كلها بمعايير عالمية محترمة.
وتعتبر الحدائق العامة جزء أساسياً يتضمنه التخطيط العمراني المتطور والناجح في تصميمهم أحياء المدن، ذلك أن أكثر سكان المدينة يقطنون في شقق سكنية ويحتاجون للانطلاق في متنفسات خضراء مِصفاة المدينة أمام تصاعد خطورة التلوث في المدينة الحديثة، كل المجالات خضراء تضعها بلديات المدن في خدمة العموم لها دور حساس في التنفيس عن المدينة من ضغوط حركة النقل بالطاقة الأحفورية، حيث تنشر الأوكسجين وتحد من ثاني غاز الكربون، علاوة على دورها في تحسين الوجه الجمالي للمدينة. وفي هذا الإطار تحتاج بيروت بدرجة ماسة كمدينة مليونية وأكبر مدن لبنان للمساحات الخضراء، سواء لدورها من حيث الصحة وتنقية الهواء في إطار محاربة التلوث أو من حيث الاعتبار الجمالي المنظر العام لبيروت، كمدينة ووجه ثقافي وسياحي عريق في منطقة الشام.